# TOK10
『TOK10』（トキオ）は、TOKIOが2004年9月1日にユニバーサル ミュージックからリリースした初のカバーアルバム。

## 背景
TOKIOデビュー10周年記念に発売されたアルバムで、各曲ごとに異なるプロデューサーを迎えてリアレンジされた、初代ジャニーズからKinKi Kidsまでの歴代ジャニーズアーティストのカバーと、デビュー曲「LOVE YOU ONLY」のセルフカバーが収録されている。
2009年6月24日にJ Stormから再発売され、これに合わせユニバーサルから発売されたオリジナル盤は廃盤となった。

## チャート成績
TOKIOのアルバムとしては初のオリコン1位を獲得し、男性ボーカルのカバー・アルバムとしては、1988年発売されたRCサクセションの『COVERS』以来約16年ぶりのオリコン1位獲得作品となった。

## 収録曲
※括弧内は原曲アーティスト。原曲とされるジャニーズアーティスト自体が本来はカバーである場合は、「原曲の原曲」アーティストのみ表記。
| #         | タイトル                               | 作詞       | 作曲           | 編曲                | 時間  |
| --------- | -------------------------------------- | ---------- | -------------- | ------------------- | ----- |
| 1.        | 「涙くんさよなら」(坂本九)             | 浜口庫之助 | 浜口庫之助     | 香取良彦 & 小西康陽 | 4:07  |
| 2.        | 「ブルドッグ」(フォーリーブス)         | 伊藤アキラ | 都倉俊一       | 曽我部恵一          | 4:15  |
| 3.        | 「よろしく哀愁」(郷ひろみ)             | 安井かずみ | 筒美京平       | 小西康陽            | 3:19  |
| 4.        | 「抱きしめてTONIGHT」(田原俊彦)        | 森浩美     | 筒美京平       | Towa Tei            | 4:04  |
| 5.        | 「ギンギラギンにさりげなく」(近藤真彦) | 伊達歩     | 筒美京平       | 高見沢俊彦          | 4:47  |
| 6.        | 「100%…SOかもね!」(シブがき隊)         | 森雪之丞   | 井上大輔       | 曽我部恵一          | 5:04  |
| 7.        | 「気まぐれOne Way Boy」(THE GOOD-BYE)  | 橋本淳     | 山本寛太郎     | Adrian Belew        | 4:43  |
| 8.        | 「君だけに」(少年隊)                   | 康珍化     | 筒美京平       | TOTO                | 4:32  |
| 9.        | 「DAYBREAK」(男闘呼組)                 | 大津あきら | MARK DAVIS     | 高見沢俊彦          | 4:41  |
| 10.       | 「パラダイス銀河」(光GENJI)            | 飛鳥涼     | 飛鳥涼         | 小西康陽            | 4:26  |
| 11.       | 「らいおんハート」(SMAP)               | 野島伸司   | コモリタミノル | 知野芳彦            | 4:15  |
| 12.       | 「フラワー」(KinKi Kids)               | H∧L        | H∧L・音妃      | SKETCH SHOW         | 5:32  |
| 13.       | 「WAになっておどろう」(AGHARTA)        | 長万部太郎 | 長万部太郎     | 角松敏生            | 5:27  |
| 14.       | 「LOVE YOU ONLY」                      | 工藤哲雄   | 都志見隆       | TOKIO & KAM         | 4:46  |
| 合計時間: | 合計時間:                              | 合計時間:  | 合計時間:      | 合計時間:           | 63:58 |

## メディアでの使用
| # | 曲名             | タイアップ                     | 出典  |
| - | ---------------- | ------------------------------ | ----- |
| 3 | 「よろしく哀愁」 | SUBARU『フォレスター』CMソング | [ 7 ] |

## 参加ミュージシャン
TOKIO
- 城島茂
- 山口達也
- 国分太一
- 松岡昌宏
- 長瀬智也

| 涙くんさよなら - Produced by 小西康陽 - E.Guitar：寺屋七大 - Wood Bass：納浩一 - Drums：岩瀬立飛 - Percussion：岡部洋一 - Trumpet：エリック宮城・岡崎好朗・菊池成浩・宮本やすし - Trombone：村田陽一・松本治・佐藤春樹 - Bass Trombone：内田光昭 - Alto Sax：吉田治・津上研太 - Tenor Sax：佐藤達哉・音川英二 - Baritone Sax：宮本大路 - Piano & Glockenspiel：香取良彦 ブルドッグ - Produced by 曽我部恵一 - Handclap：植木雄人 (ダブルオー・テレサ) - Guitars：上野智文 (ダブルオー・テレサ) - Bass：大塚“KENNY”謙一郎 (ダブルオー・テレサ) - Drums & Percussion：村田好隆 (ダブルオー・テレサ) - Keyboards & Strings：高野勲 - Percussion & Keyboards：曽我部恵一 - E.Guitar & E.Guitar Solo：Paul Gilbert よろしく哀愁 - Produced by 小西康陽 - E.Guitar & Bass：窪田晴男 - Trumpet & Flugelhorn：小林太 - Trombone：霜田裕司 - Programming：吉田哲人 抱きしめてTONIGHT - Produced by Towa Tei - All Instruments：安田寿之 & Towa Tei - French Voice：coco ギンギラギンにさりげなく - Produced by 高見沢俊彦 - E.Guitar & E.Guitar Solo：高見沢俊彦 - Bass：吉田建 - Keyboards：山石敬之 - Drums：長谷川浩二 100%…SOかもね! - Produced by 曽我部恵一 - A.Guitar：曽我部恵一 - Violin：加藤高志 気まぐれOne Way Boy - Produced by Adrian Belew - All Instruments：Adrian Belew | 君だけに - Produced by TOTO - Co-Produced by Cobra Endo (Mugen) - Guitars：Steve Lukather - Keyboards：David Paich - Bass：Mike Porcaro - Drums：Simon Phillips - Background Vocal：Bobby Kimball DAYBREAK - Produced by 高見沢俊彦 - E.Guitar & A.Guitar：高見沢俊彦 - Bass：吉田建 - Organ：武部聡志 - Keyboards：山石敬之 - Drums：長谷川浩二 - E.Guitar Solo：ANCHANG (SEX MACHINEGUNS) パラダイス銀河 - Produced by 小西康陽 - E.Guitar：窪田晴男 - Trumpet：小林太 - Tenor & Baritone Sax：金山功 - Programming：吉田哲人 らいおんハート - Produced by 知野芳彦 - Chorus Arrangement：TAKE 6 - Background Vocal：TAKE 6 - Voice Percussion：Kazz (Baby Boo) フラワー - Produced by SKETCH SHOW WAになっておどろう - Produced by 角松敏生 - Background Vocals：角松敏生 - E.Guitar & E.Guitar Solo：角松敏生 - A.Guitar, Keyboards & Computer Programming：角松敏生 - Computer Manipulate：山田洋 LOVE YOU ONLY - Produced by TOKIO - All Instruments：TOKIO |